# Paars
Paars ist eine französische Gemeinde mit 314 Einwohnern (Stand 1. Januar 2022) im Département Aisne in der Region Hauts-de-France. Sie gehört zum Arrondissement Soissons und zum Gemeindeverband Val de l’Aisne.

## Lage
Die Gemeinde Paars liegt an der Vesle, etwa 20 Kilometer östlich von Soissons und 36 Kilometer nordwestlich von Reims. Im Süden der Gemeinde befindet sich nahe dem Vesle-Ufer ein mit Wasser gefülltes Tagebaurestloch namens La Charbonnière. Nachbargemeinden von Paars sind Vauxtin und Dhuizel im Norden, Les Septvallons mit Vauxcéré im Osten, Bazoches-et-Saint-Thibaut mit Bazoches-sur-Vesles im Südosten, Mont-Notre-Dame im Süden, Quincy-sous-le-Mont im Südwesten sowie Courcelles-sur-Vesle im Westen.

## Bevölkerungsentwicklung
| Jahr      | 1962 | 1968 | 1975 | 1982 | 1990 | 1999 | 2011 | 2021 |
| Einwohner | 211  | 225  | 213  | 192  | 180  | 210  | 294  | 317  |

Im Jahr 1841 wurde mit 331 Bewohnern die bisher höchste Einwohnerzahl ermittelt. Die Zahlen basieren auf den Daten von cassini.ehess und INSEE.

## Sehenswürdigkeiten
- Kirche Saint-Nicolas (in Teilen aus dem 12. und 16. Jahrhundert), Monument historique[3]
- Ensemble des Château de Paars mit seinen Scheunen, Stallungen und einem Taubenschlag, ebenfalls als Monument historique geschützt[4]

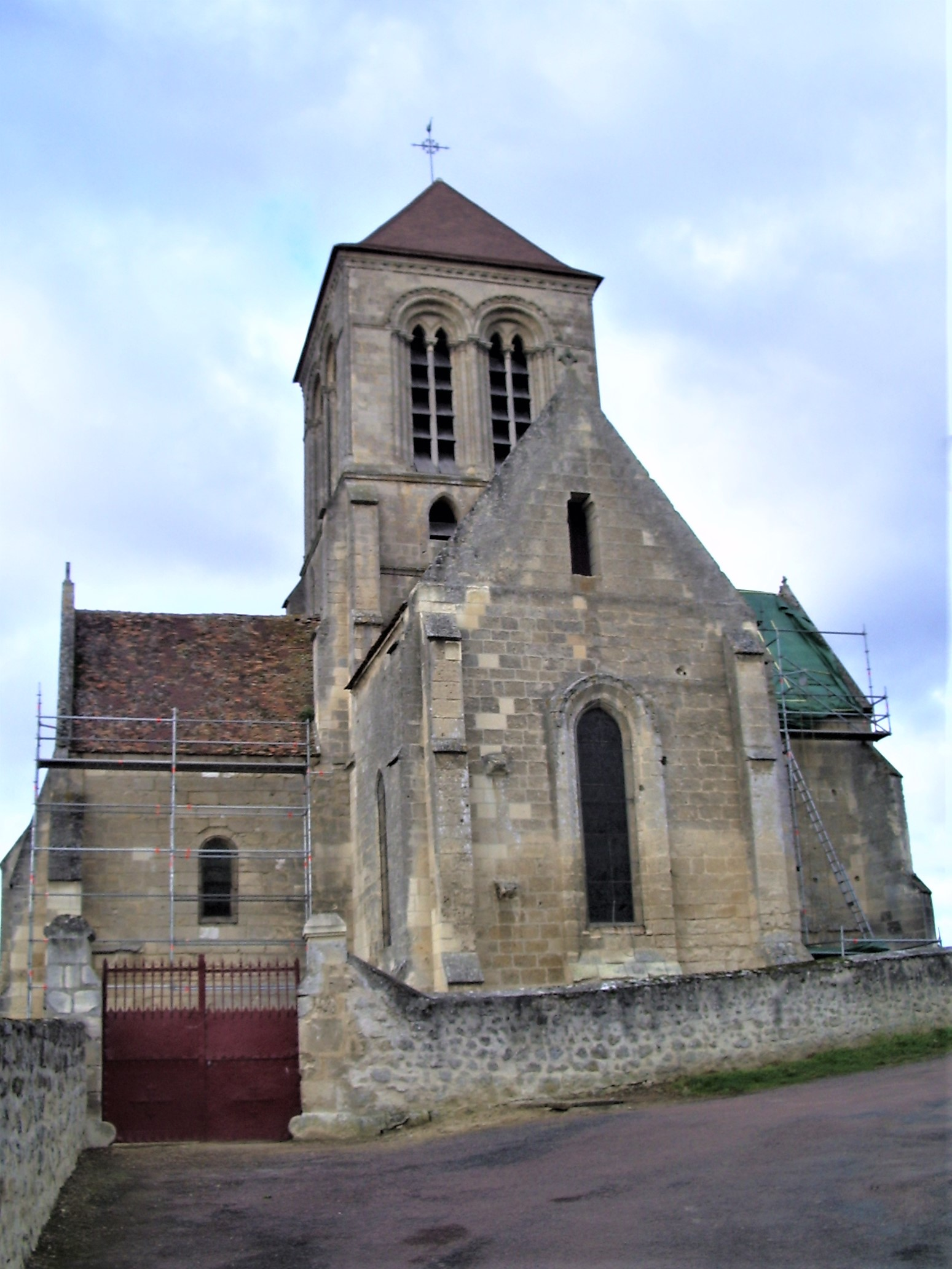
Kirche Saint-Nicolas

## Wirtschaft und Infrastruktur
In der Gemeinde sind zwei Landwirtschaftsbetriebe ansässig (Getreideanbau).
Durch das Gemeindegebiet von Paars führt die Route nationale 31 (Europastraße 46) von Soissons nach Reims. Der nächste Bahnhof liegt drei Kilometer südöstlich in Bazoches-sur-Vesles an der Bahnstrecke Soissons–Givet.

## Belege
1. ↑  Paars auf cassini.ehess
2. ↑  Paars auf INSEE
3. ↑  Eintrag in der Base Mérimée des Kulturministeriums. Abgerufen am 22. März 2015 (französisch).
4. ↑  Eintrag in der Base Mérimée des Kulturministeriums. Abgerufen am 22. März 2015 (französisch).
5. ↑  Landwirtschaftsbetriebe auf annuaire-mairie.fr (französisch)